# Fall (film)
Pour les articles homonymes, voir Fall.
Pour plus de détails, voir Fiche technique et Distribution.
Fall (litt. « Chute ») ou Vertige au Québec est un film américano-britannique réalisé par Scott Mann, sorti en 2022.

## Synopsis
Becky, Hunter et Dan escaladent une paroi rocheuse très dangereuse. Mais après avoir été surpris par un animal, Dan chute et est tué. Près d'un an plus tard, Becky est toujours traumatisée par la mort de son mari. Elle ne voit plus personne et a totalement sombré, au grand désespoir de son père, James. Ce dernier fait alors appel à Hunter pour tenter de remotiver sa fille. La jeune femme, qui est entre-temps devenue une célèbre vidéaste web, lui propose d'escalader la B67, une ancienne tour de transmission, haute de plus de 600 mètres. Situé en plein désert, l'édifice est sur le point d'être démonté. Tout d'abord reticente, Becky finit par accepter. Après l’ascension jusqu'au sommet, Becky disperse les cendres de Dan. Juste après ce moment d'émotion, les deux amies amorcent leur descente. Mais l'échelle métallique menant au sommet, toute rouillée, cède alors que Becky est dessus. Les deux jeunes femmes ne peuvent alors plus accéder à l'étage inférieur. Elles se retrouvent donc coincées en haut de la tour, sous un soleil écrasant, alors que leur sac, contenant les bouteilles d'eau, est tombé un peu plus bas. Par ailleurs, leurs téléphones ne captent pas en raison de l'absence de réseau à cette altitude. De plus, Becky s'est blessée à  la jambe lors de sa chute.
À la nuit tombée, elles tentent sans succès de prévenir les secours avec une fusée de détresse. En regardant une vidéo de son mariage sur son téléphone et en voyant un tatouage sur Hunter, Becky comprend que son amie était elle aussi amoureuse de Dan. Elle finit par lui avouer qu'ils ont eu une liaison pendant quatre mois.
Le lendemain, alors que Becky est au sommet, Hunter tente de descendre pour récupérer le sac. Elle y parvient mais voit que l'échelle a été arrachée jusqu'en bas de l'étage intermédiaire. Avec la seule corde qu'il leur reste, Becky essaie de hisser Hunter jusqu'au sommet mais celle-ci glisse et se brûle fortement les mains. Le second essai est plus concluant. Dans le sac, elles trouvent de l'eau ainsi que le drone de Hunter. Elles décident de l'utiliser pour porter un message au motel proche de la tour. Mais l'appareil n'a plus beaucoup de batterie.
Les deux femmes passent leur deuxième nuit sur la tour. Au lever du jour, Becky tente de recharger le drone avec l'ampoule de signalisation située juste au dessus de la plateforme sur laquelle elles ont trouvé refuge. La batterie se remplit très lentement. Alors que Becky peine à rester au sommet pendant la charge, elle est attaquée par un vautour, attiré par sa jambe blessée. Elles décident ensuite d'attendre le bon moment pour envoyer le drone près du motel situé à quelques centaines de mètres de la tour. Mais l'appareil est heurté par un camion juste avant d'atteindre la « cible ». Alors qu'un orage arrive, Becky est de plus désespérée, surtout lorsqu'elle comprend que son amie est morte depuis sa chute pour récupérer le sac et qu'elle hallucinait depuis lors. Au plus mal, Becky enregistre un message d'adieu pour son père alors que l'orage se rapproche.
Le lendemain, alors qu'elle dort, un vautour l'attaque. Becky parvient avec mal à le neutraliser. Affamée et désespérée, elle décide d'en manger un peu pour reprendre des forces. Elle parvient ensuite à atteindre le niveau inférieur où se trouve le corps de Hunter. Elle l'utilise pour amortir le choc et faire tomber son téléphone jusqu'en bas pour qu'il parvienne à envoyer un message.
James, le père de Becky, arrive précipitamment sur les lieux avec sa voiture. Les secours sont déjà là et il voit un corps au sol. Il croit que c'est celui de sa fille. Mais celle-ci l'appelle et le prend dans ses bras. Ils repartent ensemble.

## Fiche technique
Sauf indication contraire, les informations mentionnées dans cette section peuvent être confirmées par la base de données cinématographiques IMDb,  présente dans la section « Liens externes ».
- Titre original et français : Fall
- Titre québécois : Vertige[2]
- Réalisation : Scott Mann
- Scénario : Jonathan Frank et Scott Mann
- Musique : Tim Despic
- Direction artistique : Pete Hickok
- Décors : Scott Daniel
- Costumes : Lisa Catalina
- Photographie : MacGregor
- Montage : Robert Hall
- Production : David Haring, James Harris, Mark Lane, Scott Mann et Christian Mercuri
- Production déléguée : Roman Viaris-de-Lesegno
- Sociétés de production : Tea Shop Productions et Capstone Studios
- Sociétés de distribution : Signature Entertainment (Royaume-Uni) ; Lionsgate (États-Unis)
- Budget : 3 millions euros, environ[3]
- Pays de production :  Royaume-Uni /  États-Unis
- Langue originale : anglais
- Format : couleur
- Genres : thriller, drame
- Durée : 117 minutes
- Dates de sortie :
  - États-Unis, Québec[2] : 12 août 2022
  - Royaume-Uni : 19 août 2022[4]
  - Belgique : 14 septembre 2022[5]
  - France : 7 décembre 2022 (vidéo à la demande)[1]
- Classification :
  - France : Tout public lors de sa sortie en vidéo à la demande mais déconseillé aux moins de 12 ans à la télévision[réf. nécessaire]

## Distribution
- Grace Caroline Currey (VFB : Séverine Cayron ; VQ : Geneviève Bédard) : Becky Connor
- Virginia Gardner (VFB : Fanny Dreiss ; VQ : Jessica Léveillée-Lemay) : Shiloh Hunter
- Mason Gooding (VFB : Olivier Prémel ; VQ : Alexandre Bacon) : Dan Connor
- Jeffrey Dean Morgan (VFB : Franck Dacquin ; VQ : Benoît Rousseau) : James Conner
- Jasper Cole : Steve, le promeneur de chiens
- Julia Pace Mitchell (en) : la serveuse

Sources et légendes : Version québécoise (VQ) sur Doublage.qc.ca.

## Production

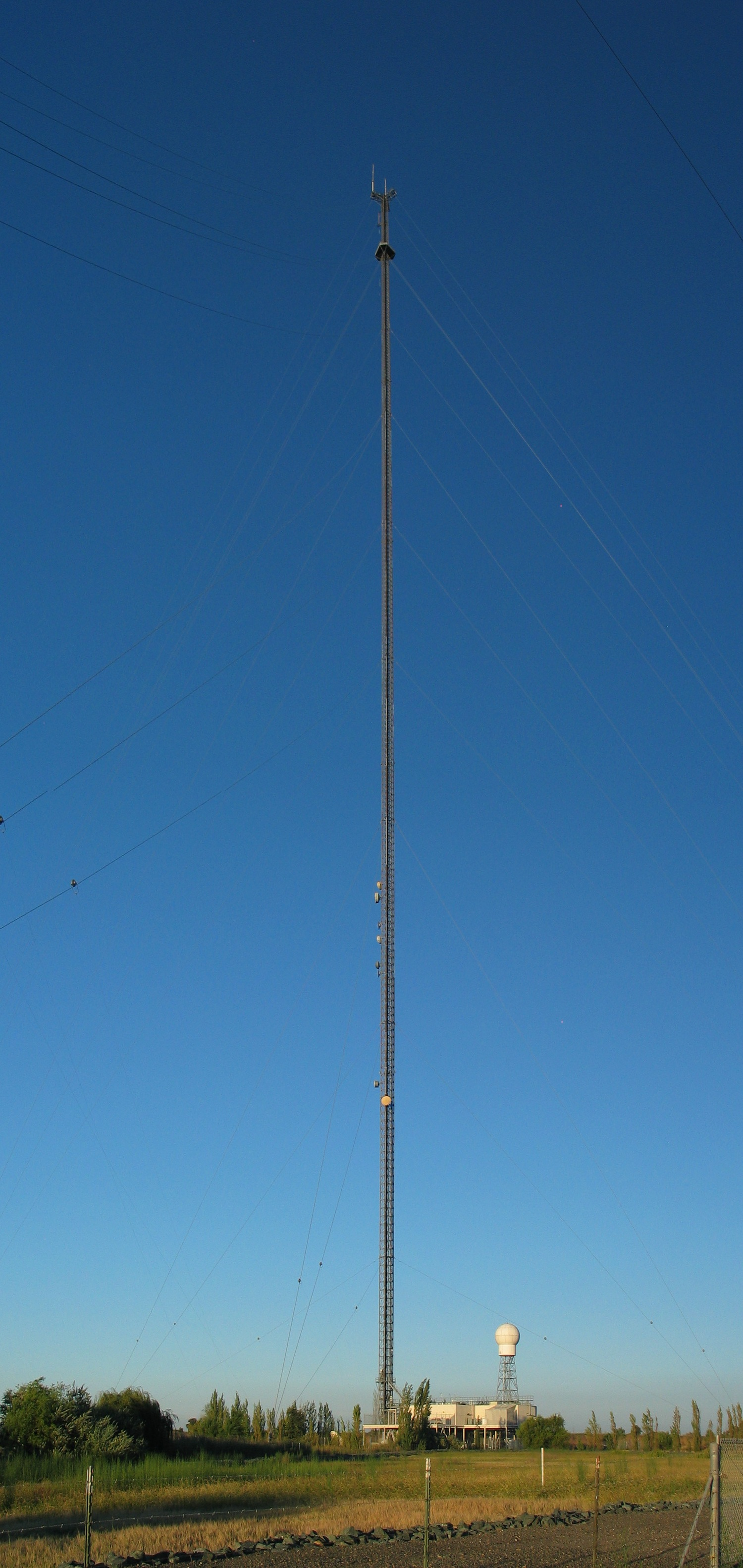
La tour KXTV/KOVR, à Walnut Grove (Californie) qui a inspiré le film

La production du film a coûté environ 3 millions euros.
Le tournage a lieu dans les Shadow Mountains (en) du désert des Mojaves, en Californie, où se trouve la tour. Dans le film, la tour B67 n'existe pas, mais est inspirée de la bien réelle KXTV/KOVR à Walnut Grove (Californie), qui mesure à peu près 609,6 mètres (2 000 feet) de haut et qui compte parmi les plus hautes structures au monde,.

## Accueil

### Sorties
Le 8 juin 2022, Lionsgate dévoile l'affiche et la bande annonce, ainsi que la date de sortie se donne le 12 août 2022, aux États-Unis,. Au Royaume-Uni, il sort le 19 août 2022
En France, il est mis en ligne le 7 décembre 2022 en vidéo à la demande.

### Critiques
Les sites Rotten Tomatoes lui donne une moyenne de 79 % pour 151 critiques et Metacritic, une note de 62⁄100 pour 23 critiques